# Скотт, Карлос
Карлос Скотт (исп. Carlos Scott; род. 18 января 1952, Ла-Пас) — боливийский и американский футболист, полузащитник.

## Биография
Карлос Скотт родился 18 января 1952 года в боливийском городе Ла-Пас.
Окончил университет Адельфи в Нью-Йорке, выступал за его футбольную команду «Адельфи Пантерз».
Играл на позиции полузащитника. В 1974—1975 годах выступал в Североамериканской футбольной лиге за «Нью-Йорк Космос». Провёл 14 матчей, забил 3 мяча. Когда в 1975 году в «Нью-Йорк Космос» перешёл Пеле, уступил ему десятый номер. В 1974 году играл за ту же команду в индорфутбол.
Следующие два года провёл в ASL. В 1976 году играл за «Кливленд Кобрас». В 1977 году выступал за «Коннектикут Уайлдкэтс», провёл 4 матча, забил 1 гол.
В сезоне-1979/80 провёл один матч за «Хартфорд Хеллионс» в Главной индорфутбольной лиге (MISL).
19 августа 1975 года провёл единственный в карьере товарищеский матч за сборную США, в котором американцы в Мехико проиграли сборной Коста-Рики — 1:3.